# Nonionelleta
Nonionelleta es un género de foraminífero bentónico de la subfamilia Nonioninae, de la familia Nonionidae, de la superfamilia Nonionoidea, del suborden Rotaliina y del orden Rotaliida. Su especie tipo es Nonionella tumida. Su rango cronoestratigráfico abarca desde el Daniense (Paleoceno inferior) hasta el Oligoceno.

## Clasificación
Nonionelleta incluye a la siguiente especie:
- Nonionelleta tumida †